# Liparis pauliana
Liparis pauliana är en orkidéart som beskrevs av Hand.-mazz. Liparis pauliana ingår i släktet gulyxnen, och familjen orkidéer. Inga underarter finns listade i Catalogue of Life.